# جيروم (أريزونا)
جيروم (بالإنجليزية: Jerome, Arizona)‏ هي بلدة تقع في مقاطعة يافاباي، أريزونا بولاية أريزونا في الولايات المتحدة. تأسست عام 1899، تبلغ مساحتها 1.8 (كم²)، وترتفع عن سطح البحر 1544 م، بلغ عدد سكانها 444 نسمة في عام 2010 حسب إحصاء مكتب تعداد الولايات المتحدة .

## التركيبة السكانية
حدّد مكتب تعداد الولايات المتحدة بيانات التركيبة السكانية لجيروم في تعداد الولايات المتحدة. في ما يلي، التركيبة السكانية حسب تعدادي 2000 و2010.

### تعداد عام 2000
بلغ عدد سكان جيروم 329 نسمة بحسب تعداد عام 2000، وبلغ عدد الأسر 182 أسرة وعدد العائلات 84 عائلة مقيمة في البلدة. في حين سجلت الكثافة السكانية 146.9 نسمة لكل كيلومتر مربع (380.5/ميل2). وبلغ عدد الوحدات السكنية 215 وحدة بمتوسط كثافة قدره 96 لكل كيلومتر مربع (248.6/ميل2).
وتوزع التركيب العرقي للبلدة بنسبة 91.79% من البيض و0.30% من الأمريكيين الأفارقة و2.43% من الأمريكيين الأصليين و0.30% من الأمريكيين ذوي الأصول الآسيوية و2.13% من الأعراق الأخرى و3.04% من عرقين مختلطين أو أكثر و8.21% من الهسبانيون أو اللاتينيون من أي عرق.
بلغ عدد الأسر 182 أسرة كانت نسبة 17.6% منها لديها أطفال تحت سن الثامنة عشر تعيش معهم، وبلغت نسبة الأزواج القاطنين مع بعضهم البعض 29.1% من أصل المجموع الكلي للأسر، ونسبة 9.9% من الأسر كان لديها معيلات من الإناث دون وجود شريك، بينما كانت نسبة 7.1% من الأسر لديها معيلون من الذكور دون وجود شريكة وكانت نسبة 53.8% من غير العائلات. تألفت نسبة 41.8% من أصل جميع الأسر من عدة أفراد يعيشون في نفس المنزل ونسبة 8.2% كانت تتألف من شخص يعيش بمفرده يبلغ من العمر 65 عاماً أو أكثر. وبلغ متوسط حجم الأسرة المعيشية 1.81، أما متوسط حجم العائلات فبلغ 2.37.
بلغ العمر الوسطي للسكان 46.4 عاماً. وكانت نسبة 12.8% من القاطنين تحت سن الثامنة عشر، وكانت نسبة 7% بين الثامنة عشر والرابعة والعشرين عاماً، ونسبة 26.7% كانت واقعةً في الفئة العمرية ما بين الخامسة والعشرين والرابعة والأربعين عاماً، ونسبة 41% كانت ما بين الخامسة والأربعين والرابعة والستين، ونسبة 12.5% كانت ضمن فئة الخامسة والستين عاماً فما فوق. يوجد لكل 100 أنثى 103.1 ذكر، ويوجد لكل 100 أنثى في الثامنة عشر من عمرها فما فوق 97.9 ذكر.
بلغ متوسط دخل الأسرة في البلدة 27,857 دولارًا، أما متوسط دخل العائلة فبلغ 27,222 دولارًا. وكان متوسط دخل الذكور 23,750 دولارًا مقابل 23,750 دولارًا للإناث. وسجل دخل الفرد الخاص بالبلدة 19,967 دولارًا. وكانت نسبة 4.2% من العائلات ونسبة 15.1% من السكان تحت خط الفقر، وكان من هؤلاء نسبة 28.1% تحت سن الثامنة عشر ونسبة 6.9% في الخامسة والستين من العمر وما فوق.

### تعداد عام 2010
بلغ عدد سكان جيروم 444 نسمة بحسب تعداد عام 2010، وبلغ عدد الأسر 253 أسرة وعدد العائلات 93 عائلة مقيمة في البلدة. في حين سجلت الكثافة السكانية 198.2 نسمة لكل كيلومتر مربع (513.3/ميل2). وبلغ عدد الوحدات السكنية 290 وحدة بمتوسط كثافة قدره 129.5 لكل كيلومتر مربع (335.4/ميل2).
وتوزع التركيب العرقي للبلدة بنسبة 93.69% من البيض و0.68% من الأمريكيين الأفارقة و0.45% من الأمريكيين الأصليين و0.23% من الأمريكيين ذوي الأصول الآسيوية و1.35% من الأعراق الأخرى و3.60% من عرقين مختلطين أو أكثر و5.63% من الهسبانيون أو اللاتينيون من أي عرق.
بلغ عدد الأسر 253 أسرة كانت نسبة 9.9% منها لديها أطفال تحت سن الثامنة عشر تعيش معهم، وبلغت نسبة الأزواج القاطنين مع بعضهم البعض 26.9% من أصل المجموع الكلي للأسر، ونسبة 6.3% من الأسر كان لديها معيلات من الإناث دون وجود شريك، بينما كانت نسبة 3.6% من الأسر لديها معيلون من الذكور دون وجود شريكة وكانت نسبة 63.2% من غير العائلات. تألفت نسبة 45.8% من أصل جميع الأسر من عدة أفراد يعيشون في نفس المنزل ونسبة 10.7% كانت تتألف من شخص يعيش بمفرده يبلغ من العمر 65 عاماً أو أكثر. وبلغ متوسط حجم الأسرة المعيشية 1.75، أما متوسط حجم العائلات فبلغ 2.40.
بلغ العمر الوسطي للسكان 54.6 عاماً. وكانت نسبة 7.9% من القاطنين تحت سن الثامنة عشر، وكانت نسبة 5% بين الثامنة عشر والرابعة والعشرين عاماً، ونسبة 20% كانت واقعةً في الفئة العمرية ما بين الخامسة والعشرين والرابعة والأربعين عاماً، ونسبة 50.5% كانت ما بين الخامسة والأربعين والرابعة والستين، ونسبة 16.7% كانت ضمن فئة الخامسة والستين عاماً فما فوق. وتوزع التركيب الجنسي للسكان بنسبة 49.1% ذكور و50.9% إناث.

## أعلام
- إميري هوكينز
- فرد ريكو
- كاتي لي
- ميلتون إي. مايلز

## وصلات خارجية
- The US50 - Cities and Towns in Arizona State
- Arizona Cities and Towns, Facts, Map, Flag, Colleges, Government, and More